# Heeresamt
Das Heeresamt (HA; bis 30. September 1970 Truppenamt – TrA) war eine Dienststelle des Heeres der Bundeswehr auf Divisionsebene in Köln, ab den 1960er Jahren in der Konrad-Adenauer-Kaserne im Stadtteil Raderthal, deren verbliebene Aufgaben größtenteils auf das im Juni 2013 neu aufgestellte Amt für Heeresentwicklung sowie das Ausbildungskommando übergegangen sind. Der Auflösungsappell für das Heeresamt erfolgte am 27. Juni 2013.

## Allgemeines
Unter Führung des Amtschefs waren rund 917 Soldaten (davon 503 Offiziere, 249 Unteroffiziere und 165 Mannschaften) und 124 zivile Mitarbeiter für die konzeptionelle Entwicklung des Heeres sowie der Ausbildung und Ausrüstung verantwortlich. Des Weiteren war das Heeresamt zuständig für Organisationsgrundlagen im Heer, für Belange der in Nutzung befindlichen Systeme und für die Logistik des Heeres. Dem Heeresamt unterstanden die Schulen und Zentren des Heeres. Das Heeresamt war zuletzt dem Kommando Heer unterstellt. Gemäß der Neuausrichtung der Bundeswehr und dem Stationierungskonzept 2011 wurde das Heeresamt aufgelöst und umgegliedert in das Amt für Heeresentwicklung. Die Führung der Ausbildungsbereiche des Heeres übernahm das neu aufgestellte Ausbildungskommando.

## Aufgaben des Heeresamtes
Übergeordnete Zielsetzung war die weitere Verbesserung von Einsatzfähigkeit, Ausbildung, Rüstung und Organisation des Heeres. Daraus ergaben sich folgende Kernaufgaben des Heeresamtes:
- Weiterentwicklung der funktionalen Aufgabenbereiche des Heeres gemäß der konzeptionellen Vorgaben des Führungsstabes des Heeres,
- Lenkung und Überwachung des Informationstechnik-Systems Heer,
- Weiterentwicklung der Truppengattungen des Heeres,
- Erarbeitung und Bearbeitung von Vorschriften,
- Erarbeitung und Bearbeitung von Grundlagen in den Bereichen Personal und Ausbildung,
- Führung der unterstellten Dienststellen.

Darüber hinaus hielt das Heeresamt Verbindung zu ausländischen Streitkräften sowohl durch in Köln stationierte ausländische Verbindungsoffiziere, als auch durch eine Verbindungsorganisation in mehreren Staaten.

## Aufbauorganisation

### Amtschef

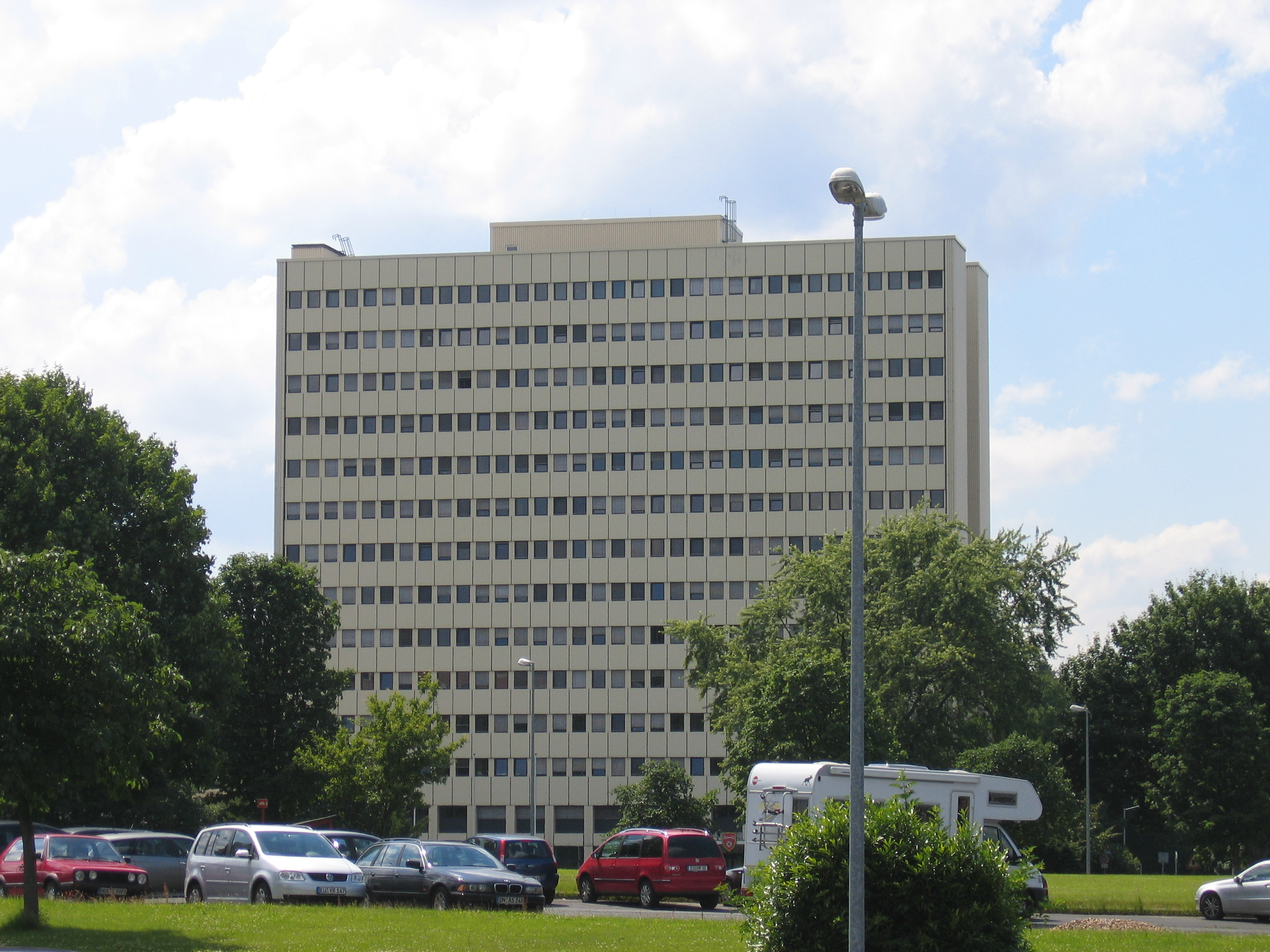
Hauptgebäude des Heeresamtes in Köln-Raderthal

Kfz-Stander des Amtschefs

An der Spitze des Heeresamtes stand der Amtschef, im Dienstgrad eines Generalmajors. Diesem direkt unterstellt waren sein Stellvertreter, der Chef des Stabes, der Leitende Rechtsberater (LRB), der Leitende Sanitätsoffizier (LSO), das Controlling und die Inspizienten für Offizierausbildung, Unteroffizierausbildung, Truppenausbildung und Reservistenausbildung im Heer. Des Weiteren standen die Verbindungsoffiziere ausländischer Streitkräfte in direktem Kontakt mit dem Amtschef.

### Stellvertretender Amtschef
Der Stellvertretende Amtschef, im Dienstgrad eines Brigadegenerals, war zugleich Kommandeur der Heeresschulen. Ihm unterstanden sämtliche Ausbildungseinrichtungen des Heeres. Zusätzlich waren ihm der General der Fernmeldetruppen sowie der Generalarzt des Heeres unterstellt. Seit 27. März 2008 hatte Brigadegeneral Heinrich Fischer diesen Dienstposten inne.

### Chef des Stabes
Der Chef des Stabes, im Dienstgrad ebenfalls Brigadegeneral, war Disziplinarvorgesetzter der Fachabteilungen I bis V, der Stabsabteilungen (G1, G3, S4, S6), des Unterstützungsbereichs sowie des Dezernates Koordination und Einsatzauswertung. Zusätzlich unterstand ihm noch die Abteilung Verwaltung. Der Dienstposten war zuletzt nicht besetzt.

### Stabskompanien
Zwei Stabskompanien fungierten für die Soldaten des Heeresamtes als Personalabteilung mit Kompaniechefs und Kompaniefeldwebel. Sie waren die Dienststelle für die Mannschaften. Beide Stabskompanien waren zusammengefasst zu einem Stabsbataillon.

### Fachabteilungen
Die Fachabteilungen I bis V wurden jeweils durch einen Brigadegeneral geführt. Die Abteilungen hatten dabei folgenden Zuständigkeiten:
- Abteilung I (Heeresentwicklung): konzeptionelle Grundlagen der Weiterentwicklung und planerischen Voraussetzungen für die Entwicklung des Wehrmaterials des Heeres.
- Abteilung II (Ausbildung): sämtliche grundsätzlichen und querschnittlichen Ausbildungsangelegenheiten im Heer.
- Abteilung III (Heeresrüstung): Rüstungsprojekte des Heeres.
- Abteilung IV (Organisation): Konzeption der Organisationsstruktur des Heeres, Überwachung der Umsetzung organisatorischer und struktureller Maßnahmen, Erarbeitung von Stärke- und Ausrüstungsnachweisen (STAN) sowie Erarbeitung der Organisationsgrundlagen für Aufgaben, Gliederung, Dienstposten, Gerät und Material.
- Abteilung V (Nutzung/Logistik): zentrale Führungs- und Steuerungsaufgaben der Heereslogistik (bis April 2008: Logistikzentrum des Heeres).

### Unterstellte Bereiche

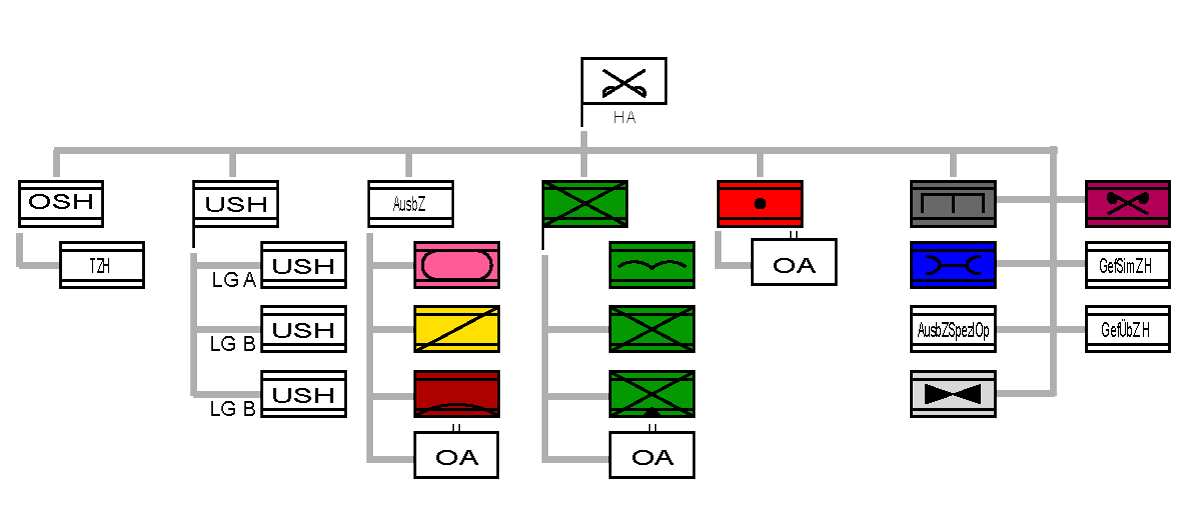
Ehemals nachgeordneter Bereich um 2010

Dem Heeresamt unterstanden bis Mitte 2013 sämtliche zentrale Ausbildungseinrichtungen des Heeres:
- Zentren des Heeres
- Schulen des Heeres

Zum nachgeordneten Kommandobereich gehörten daher mehr als 12.000 Soldaten und 3.000 zivile Mitarbeiter an den Schulen und Zentren des Heeres.

## Stationierung
Der Stammsitz des Heeresamtes war in der Konrad-Adenauer-Kaserne in Köln. Die Abteilung IV und Teile der Abteilung II befanden sich in der Generalmajor-Freiherr-von-Gersdorff-Kaserne in Euskirchen, in der Rhein-Kaserne in Koblenz waren Teile der Abteilung III stationiert, und die Abt. V war in der Ahrtal-Kaserne in Bad Neuenahr-Ahrweiler untergebracht.

## Geschichte

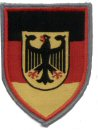
Verbandsabzeichen des ehemaligen Truppenamtes

Das Heeresamt wurde am 16. Februar 1956 als Abteilung V/Truppenreferate als Außenstelle des Bundesministeriums der Verteidigung in Köln aufgestellt. Am 10. Juni 1956 erfolgte hieraus die Aufstellung des Truppenamtes, die Umbenennung in Heeresamt erfolgte am 1. Oktober 1970. Im Jahre 1986 wurde eine Gedenkstätte zur Erinnerung an den Widerstandskämpfer General Friedrich Olbricht am Gebäude des Heeresamtes eingerichtet. Im Zuge der Auflösung der DDR kam es im August 1990 zu intensiven Kontakten mit der NVA, zur Sicherstellung der Ausbildung eines gesamtdeutschen Heeres. 1995 wurde das Amt umfassend umstrukturiert und war fortan noch mehr für die konzeptionelle Weiterentwicklung des Heeres zuständig. Im Zuge der zehnten Umgliederung wurde zum 1. April 2008 das Logistikzentrum des Heeres als Abteilung V eingegliedert. Im Rahmen der Einnahme der Struktur HEER2011 wurde das Heeresamt am 27. Juni 2013 aufgelöst. Die Aufgaben des Heeresamtes wurden größtenteils den Nachfolgeorganisationen Amt für Heeresentwicklung in Köln und Ausbildungskommando in Leipzig übertragen. Weitere Aufgaben werden zudem in das Bundesamt für Ausrüstung, Informationstechnik und Nutzung der Bundeswehr nach Koblenz verlagert.

## Amtschefs

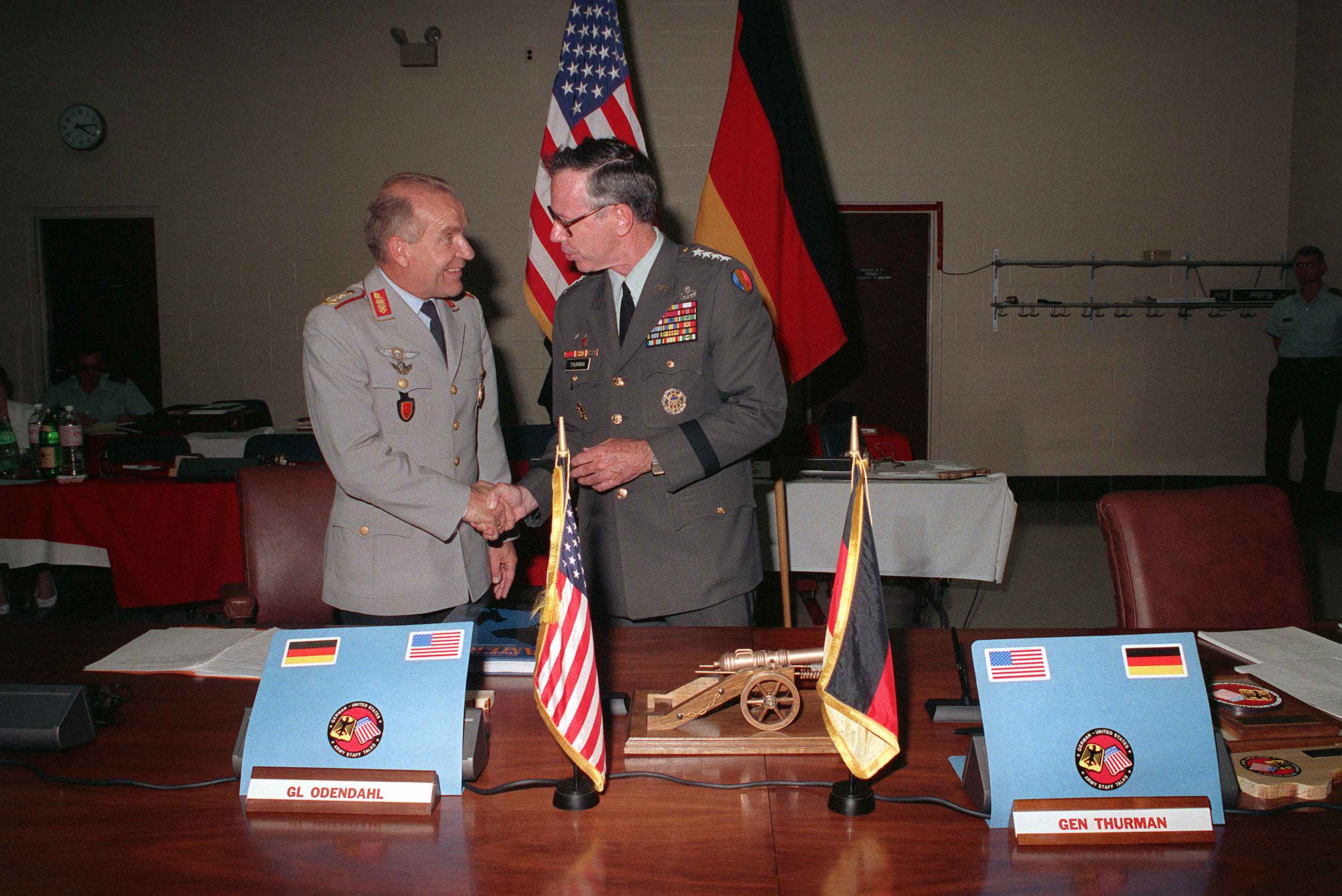
Generalleutnant Wolfgang Odendahl (links) mit US-General Maxwell R. Thurman (1989)

| Nr. | Name                                            | Beginn der Berufung | Ende der Berufung  |
| --- | ----------------------------------------------- | ------------------- | ------------------ |
| 17  | Generalmajor Erhard Drews                       | 1. Januar 2013      | 27. Juni 2013      |
| 16  | Brigadegeneral Heinrich Fischer (kommissarisch) | 1. Juni 2012        | 31. Dezember 2012  |
| 15  | Generalmajor Wolf-Joachim Clauß                 | 15. November 2006   | 31. Mai 2012       |
| 14  | Generalmajor Wolfgang Korte                     | 1. März 2005        | 15. November 2006  |
| 13  | Generalmajor Jürgen Ruwe                        | 1. Oktober 2003     | 1. März 2005       |
| 12  | Generalmajor Werner Widder                      | 31. März 2001       | September 2003     |
| 11  | Generalmajor Manfred Dietrich                   | 1. April 1999       | 31. März 2001      |
| 10  | Generalmajor Jürgen Reichardt                   | 1. April 1994       | 31. März 1999      |
| 09  | Generalleutnant Ernst Klaffus                   | 1. April 1990       | 31. März 1994      |
| 08  | Generalleutnant Wolfgang Odendahl               | 1. Dezember 1986    | 31. März 1990      |
| 07  | Generalleutnant Gerhard Wachter                 | 1. April 1986       | 30. November 1986  |
| 06  | Generalleutnant Werner Schäfer                  | 1. April 1983       | 31. März 1986      |
| 05  | Generalleutnant Horst Wenner                    | 1. Oktober 1979     | 31. März 1983      |
| 04  | Generalleutnant Heinz-Georg Lemm                | 1. April 1974       | 30. September 1979 |
| 03  | Generalleutnant Hubert Sonneck                  | 1. Oktober 1968     | 31. März 1974      |
| 02  | Generalleutnant Hellmuth Mäder                  | 1. Oktober 1960     | 30. September 1968 |
| 01  | Generalmajor Hellmuth Reinhardt                 | 1. Juni 1956        | 30. September 1960 |